# 火車便當式

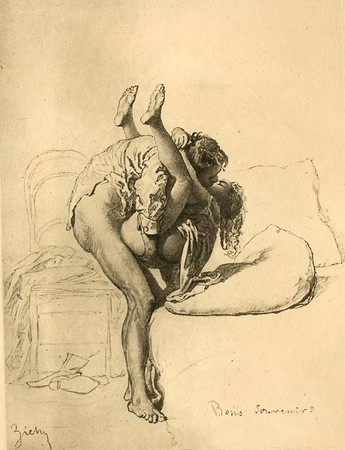
出自19世纪末一位匈牙利画家的作品

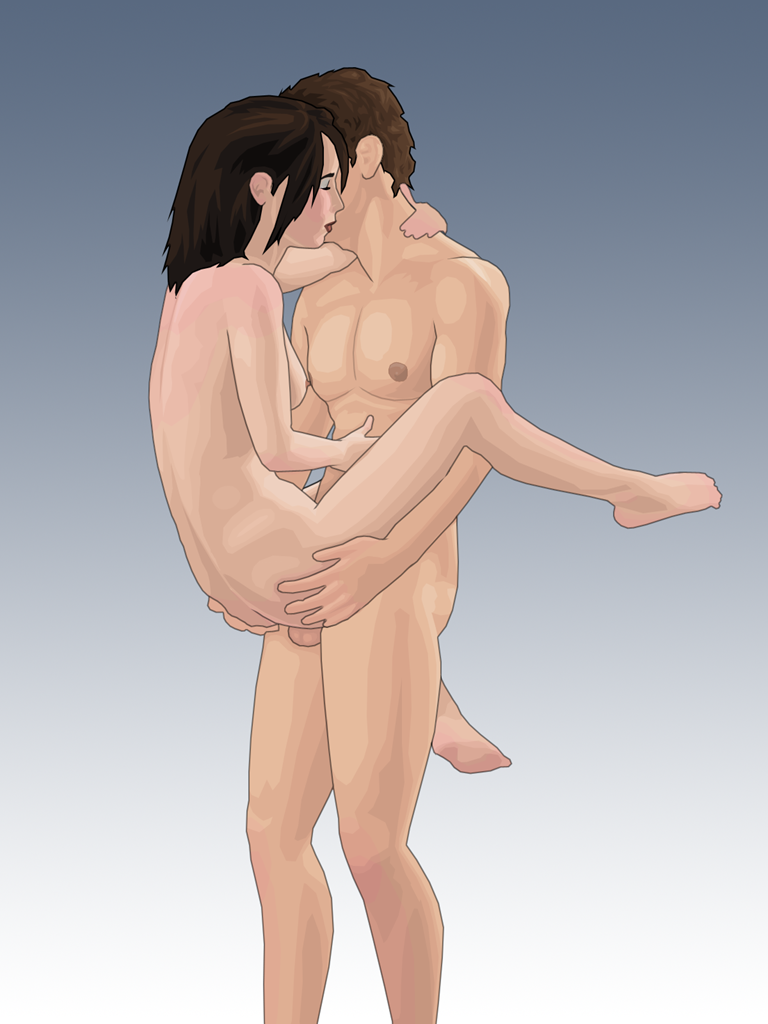
火車便當式的示意圖

火車便當式是一种性交体位的俚語、譬喻。在色情片題材的描繪上。通常描述男方採站立姿態（日语稱）的一種形式。

## 概述
此姿勢特徵是指男方（攻方）站著，女方（受方）則用腳夾住男方的腰，男方抱著女方，女方雙手交叉纏著男方頸部，女方上身處騰空狀態。其貌有如火車上的小販在脖子掛著一大袋便當叫賣一般。
此式对女性臂力、男性腰部和腹部力量有较高要求。

## 文獻參考
- Newberry, R.C.; D. G. M. Wood-Gush and J. W. Hall. . Behavioural Processes. 1988年8月, 17 (3): 205–216.